# Далечінь (фільм)
Далечінь (англ. Faraway) — німецький художній фільм, знятий для міжнародної кіноплатформи Netflix, прем'єра якого відбулася в березні 2023 року.

## Сюжет
Зейнеп Алтин — хорватсько-турецька жінка, яка разом зі своєю сім'єю керує рестораном у Мюнхені. Вона щойно втратила матір і розуміє, що ні чоловік, ні батько, ні 18-річна донька не підтримують її у цей важкий момент. Коли після похорону вона дізнається, що мати заповіла їй котедж на хорватському острові, вона негайно вирушає туди, поєднуючи свою спонтанну поїздку з надією знову віднайти себе у свої 40 років. Однак, на її превеликий подив, Йосип, чия сім'я колись побудувала цей будинок, живе в її будинку. З одного боку, він піклується про благополуччя Зейнеп, а з іншого — навмисно провокує її.
Коли Зейнеп знайомиться з острівним життям, вона також дізнається більше про свою матір. Вона подумує про те, щоб здати будинок в оренду або продати його. Проте з кожним днем перебування на острові вона пізнає і цінує нові речі. Після того, як вона дізнається, що її чоловік збирається взяти на себе інші зобов'язання, її плани починають хитатися. На диво, одного ранку на її порозі з'являється донька з Німеччини, а згодом її чоловік і батько, щоб забрати її назад. І саме тоді Зейнеп приймає рішення про своє майбутнє.

## Виробництво
Режисером цього фільму стала Ванесса Джопп, яка вже відома за фільмами «Енгель і Джо» (2001) і «Підійди ближче» (2006). Для Далечині на роль Зейеп вона вибрала швейцарську актрису Наомі Краусс, відому з німецького телебачення. Окрім Краусса, головну чоловічу роль виконує Горан Богдан, який народився на території сучасної Боснії та Герцеговини. У фільмі двоє спілкуються переважно англійською. Мовна суміш німецької, англійської, хорватської та турецької мов, яка виникає через різних героїв і місця зйомок, справляє автентичний ефект.
Далечінь знімався переважно на хорватських островах Шолта та Брач у 2022 році; комедію можна дивитися на кіноплатформі Netflix з березня 2023 року.

## Сприйняття
Критика Далечині різнорідна. На вирішальному вебсайті фільм був описаний як не особливо вартий перегляду. Проте акторські здібності Наомі Краусс були високо оцінені: "Навіть коли сценарій розкутий і неохайний, Краусс зберігає достатньо своєї харизматичної присутності, щоб утримати фільм. (Хоча стиль написання [сценарію] розкутий і недбалий, Краусс зберігає достатньо своєї харизматичної присутності, щоб утримати фільм разом). На іншому вебсайті про фільми сказано, що попри те, що у Далечині є шаблонний кінець, його все одно варто подивитися. Інша критика позитивно підкреслила, що цей фільм розглядає досить рідкісну тему: історію кохання літніх людей, її також можна було б схарактеризувати як «розкішну». Чудові кадри хорватського пейзажу також зробили цей фільм вартим уваги.

### Вікові обмеження
Фільм доступний на Netflix для дітей віком від 16 років.